# Paralacydes extensa
Paralacydes extensa là một loài bướm đêm thuộc phân họ Arctiinae, họ Erebidae.